# Schutzgemeinschaft Deutsche Nordseeküste
Die Schutzgemeinschaft Deutsche Nordseeküste e. V. (SDN) ist ein Umweltschutz-Dachverband. In ihr haben sich Kommunen, Landkreise und Naturschutzvereine aus dem Küstenbereich der Nordsee sowie Institute, Verbände und Einzelpersonen zusammengeschlossen, um Probleme des Nordseeschutzes partei- und ländergrenzenübergreifend  zu lösen.

## Themen
- Luftüberwachung der Nordsee
- Schaffung einer Deutschen Küstenwache
- Sicherstellung ausreichender Notschlepp-Kapazitäten
- Schiffssicherheit mit guter Lotsenführung
- Pflicht zur Öl- und Abfallentsorgung der Schiffe in den Häfen
- Reinhaltung aller der Nordsee zufließenden Flüsse
- Offshore-Windkraft
- Umweltschäden durch die Fischerei
- Muschelfischerei
- Küstenvögel
- Nationalparks
- Nutzungsfreie Zonen[1]

## Kritik
Die Gewerkschaft der Polizei hält in ihrem Thesenpapier nichts von der Schaffung einer von der Schutzgemeinschaft Deutsche Nordseeküste angestrebten einheitlichen Küstenwache.